# Jan Niklas Buckermann
Jan Niklas Buckermann (* 27. Juni 1996) ist ein deutscher Unihockeyspieler und Nationalspieler. Er steht bei den ETV Piranhhas unter Vertrag.

## Karriere
Buckermann spielt bei den Dümptener Füchsen in der 2. Floorball-Bundesliga. Das Floorballspielen begann er mit 7 Jahren. Da es damals noch keinen organisierten Spielbetrieb in Nordrhein-Westfalen gab, nahm er mit seiner Mannschaft lediglich an einigen Turnieren in der Umgebung teil. Im Jahr 2012 stoß er, mit 16 Jahren als damals jüngster Spieler im Team, zu den Herren der Füchse. Von dort wechselte er zur Saison 2015/16 in die Schweiz zum in der NLA spielenden Club Chur Unihockey. Zur Saison 2016/17 kehrte er zu seinem Heimatverein zurück. Zudem gelang ihm anschließend der Sprung in den Kader der Herren-Nationalmannschaft.
In der Winterpause 2022/23 wechselte Buckermann zum Bundesligisten ETV Piranhhas.